# Cư Yên
Cư Yên là một xã thuộc huyện Lương Sơn, tỉnh Hòa Bình, Việt Nam.

## Địa lý
Xã Cư Yên nằm ở phía bắc huyện Lương Sơn, có vị trí địa lý:
- Phía đông và phía bắc giáp xã Nhuận Trạch
- Phía tây giáp xã Cao Sơn và xã Tân Vinh
- Phía nam giáp thành phố Hà Nội và xã Cao Sơn.

Xã Cư Yên có diện tích 18,34 km², dân số năm 2018 là 5.957 người, mật độ dân số đạt 325 người/km².

## Lịch sử
Trước năm 1945, Cư Yên là một xã thuộc tổng Cư Yên, châu Lương Sơn. Sau Cách mạng Tháng Tám, xã Cư Yên sáp nhập với xã Nhuận Trạch thành xã Yên Trạch thuộc huyện Lương Sơn.
Ngày 14 tháng 12 năm 1957, Ủy ban kháng chiến hành chính Liên khu 3 ban hành quyết định chia lại xã Yên Trạch thành hai xã Cư Yên và Nhuận Trạch.
Đến năm 2018, xã Cư Yên có diện tích 13,92 km², dân số là 4.449 người, mật độ dân số đạt 320 người/km².
Ngày 17 tháng 12 năm 2019, Ủy ban Thường vụ Quốc hội ban hành Nghị quyết số 830/NQ-UBTVQH14 về việc sắp xếp các đơn vị hành chính cấp huyện, cấp xã thuộc tỉnh Hòa Bình (nghị quyết có hiệu lực từ ngày 1 tháng 1 năm 2020). Theo đó, điều chỉnh 4,42 km² diện tích tự nhiên và 1.508 người của xã Liên Sơn (gồm 3 xóm: Nước Lạnh, Liên Khuê, Gò Mè) vào xã Cư Yên.
Sau khi điều chỉnh, xã Cư Yên có diện tích 18,34 km², dân số là 5.957 người.